# Amtsgericht Schlawe
Das Amtsgericht Schlawe war ein preußisches Amtsgericht mit Sitz in Schlawe, Provinz Pommern.

## Geschichte
In Schlawe bestand von 1849 bis 1879 das Kreisgericht Schlawe. Das königlich preußische Amtsgericht Schlawe wurde mit Wirkung zum 1. Oktober 1879 als eines von sieben Amtsgerichten im Bezirk des Landgerichtes Stolp im Bezirk des Oberlandesgerichtes Stettin gebildet. Der Sitz des Gerichtes war Schlawe. Sein Gerichtsbezirk umfasste den Kreis Schlawe ohne die Teile die den Amtsgerichten Pollnow, Rügenwalde, Stolp und Zanow zugeordnet waren. Aus dem Kreis Rummelsburg der Amtsbezirk Bartin. Am Gericht bestanden 1880 drei Richterstellen. Das Amtsgericht war damit ein mittelgroßes Amtsgericht im Landgerichtsbezirk.
Im Jahre 1945 wurden der größte Teil Pommerns, darunter der Sprengel des Amtsgerichtes Schlawe, unter polnische Verwaltung gestellt und die deutschen Bewohner vertrieben. Damit endete die Geschichte des Amtsgerichtes Schlawe. Unter polnischer Verwaltung entstand das Sąd Rejonowy w Sławnie (1950–1975: Sąd Powiatowy w Sławnie).